# Jakob Stark
Jakob Stark, né le 8 septembre 1958 à Frauenfeld (originaire de Teufen et Hohentannen), est une personnalité politique suisse, membre de l'Union démocratique du centre (UDC).
Il est membre du Conseil d'État du canton de Thurgovie de juin 2006 à mai 2020 et député dudit canton au Conseil des États à partir de décembre 2019.

## Biographie
Jakob Stark naît le 8 septembre 1958 à Frauenfeld, chef-lieu du canton de Thurgovie, dans une famille paysanne,. Il est originaire d'une autre commune thurgovienne, Hohentannen, et de Teufen, dans le canton d'Appenzell Rhodes-Extérieures.
Il suit son école primaire à Neukirch an der Thur, village rattaché à la commune de Kradolf-Schönenberg, et son école secondaire à Schönholzerswilen. Après sa maturité de type C (scientifique) obtenue à Frauenfeld, il étudie l'histoire à l'Université de Zurich à partir de 1979. Il y obtient un doctorat en 1993.
Il exerce le métier de journaliste de 1987 à 1995, dans les rubriques économique et nationale, d'abord auprès de différents quotidiens régionaux, puis notamment au Tages-Anzeiger et à la Weltwoche,.
Il est marié à Coni Stark-Bartholdi et père de deux enfants.

### Parcours politique
Il est maire de la commune thurgovienne de Kradolf-Schönenberg de 1996 à 2006. Il siège parallèlement à ce mandat au Grand Conseil du canton de Thurgovie sur la même période. Il y préside le groupe UDC à partir de 2000,.
Il est conseiller d'État du canton de Thurgovie du 1er juin 2006 au 31 mai 2020. Il y succède à Roland Eberle. D'abord à la tête du Département de l'éducation et de la culture, il reprend en 2008 le Département des constructions et de l'environnement puis en 2014 celui des finances et des affaires sociales. Il préside le gouvernement à trois reprises, en 2010-2011, 2015-2016 et 2019-2020. En 2011, son parti le propose pour attaquer le siège d'Eveline Widmer-Schlumpf au Conseil fédéral.
Il est élu au premier tour au Conseil des États en octobre 2019 et largement réélu au premier tour en 2023. Il siège à la Commission des finances (CdF), qu'il préside à partir de décembre 2023, à la Commission de la science, de l'éducation et de la culture (CSEC), à la Commission de l'environnement, de l'aménagement du territoire et de l'énergie (CEATE) et, à partir dedécembre 2023, à la Commission des transports et des télécommunications (CTT).
Il est l'auteur d'un essai sur la politique fiscale axé sur la défense du contribuable.

### Positionnement politique
Il est un représentant de la ligne thurgovienne de l'UDC, plus modérée et rassembleuse.

### Autres mandats
En mai 2021, il succède à Sylvia Flückiger à la tête de Lignum, l'association faîtière de l'économie forestière et du bois.
Il est également membre du conseil d'administration d'Axpo, un groupe énergétique, depuis 2021.

## Publications
- Stark, Jakob: Zehnten statt Steuern: das Scheitern der Ablösung von Zehnten und Grundzinsen in der Helvetik; eine Analyse des Vollzugs der Grundlasten- und Steuergesetze am Beispiel des Kantons Thurgau. Chronos, Zürich 1993,  (ISBN 3-905311-17-8)